# گوریک (داغستان)
گوریک (به لاتین: Gurik) یک منطقهٔ مسکونی در روسیه است که در داغستان واقع شده‌است.